# Assassin's Creed Identity
Assassin's Creed Identity est un jeu vidéo de ruse, d'aventure et d'action de fiction historique, développé et publié par Ubisoft en 2016. C'est le premier titre dans la franchise à être sorti seulement pour des dispositifs mobiles, sans être une extension. Le jeu est sorti en soft launch en 2014 sur iOS en Australie et Nouvelle-Zélande.

## Trame/Personnage
Le joueur peut personnaliser entièrement son Assassin et le fait évoluer au temps de la Renaissance, en Italie, au sein de la confrérie d'Ezio.

## Système de jeu
Comme tous les autres opus de la série Assassin's Creed, le joueur incarne un Assassin qui se bat contre les Templiers.
Les joueurs peuvent trouver des objets à collecter, dispersés dans les deux mondes du jeu : passé et actuel.

## Développement
Assassin's Creed Identity a été développé par Ubisoft Blue Byte. Le jeu a été lancé sur iOS en Australie et en Nouvelle-Zélande en septembre 2014, et s'est étendu au reste du monde en février 2016 sur iOS et mai 2016 sur Android.

## Accueil
- Destructoid : 6/10[6]
- Gamezebo : 3/5[7]
- Jeuxvideo.com : 13/20[8]
- Pocket Gamer : 8/10[9]